# رابرت کلیتون
رابرت کلیتون (انگلیسی: Robert N. Clayton; ۲۰ مارس ۱۹۳۰ – ۳۰ دسامبر ۲۰۱۷) استاد دانشگاه، و شیمی‌دان اهل کانادا بود.
وی همچنین برندهٔ جوایزی همچون مدال الیوت کرسون و نشان ملی علوم شده‌است.